# بهبها (دهانه)
بهبها یک دهانه برخوردی در ماه‌ است.